# Калачов, Виктор Васильевич
Виктор Васильевич Калачов (Калачев) (1834—1910) — русский государственный деятель, губернатор и член Государственного совета. Сенатор (1894).

## Биография
Родился в 1834 году. Происходил из дворянского рода Калачовых.
Окончил 4-ю Московскую гимназию (вып. 1851) и юридический факультет Московского университета. Затем, до 1857 года, проходил военную службу в Санкт-Петербургском гренадерском и Стрелковом императорской фамилии полках.
С 1857 года служил в Министерстве народного просвещения, был чиновником при археографической комиссии (1860—1866). Владея в Ярославском уезде селом Дегтево был избран мировым посредником уезда (1861—1866). В 1866 году перешёл в Министерство юстиции, был членом Ярославского окружного суда (1866—1869). Неоднократно избирался ярославским уездным почётным мировым судьей (1866—1878). В 1878—1882 годах был ярославским губернским предводителем дворянства.
С 22 августа 1882 года — Харьковский, с 24 мая 1884 года — Костромской губернатор. С 1892 года — директор департамента земледелия и сельской промышленности Министерства государственных имуществ.
В 1902 году назначен членом Государственного совета, входил в группу центра.

## Семья
Жена — Лидия Александровна, урожд. Струговщикова.
Из их детей известность приобрели сыновья: Дмитрий (1861 — не ранее 1914) и Геннадий (1864 — не ранее 1918) — оба действительные статские советники и члены Государственного совета.

## Награды
- Бронзовая Медаль «В память войны 1853—1856»[3]
- Крест бывшего Стрелкового полка Императорской фамилии.
- Знак Мирового посредника за введение в действие Положения о крестьянах 19 февраля 1861.